# Hypercompe menoda
Hypercompe menoda är en fjärilsart som beskrevs av Guen. Hypercompe menoda ingår i släktet Hypercompe och familjen björnspinnare. Inga underarter finns listade i Catalogue of Life.